# 松栄俊三
松栄 俊三（まつばえ しゅんぞう、1890年12月31日 - 1983年1月28日 ）は、日本の実業家、政治家。新潟県佐渡郡相川町長・新潟県議会議員・佐渡汽船社長、会長などを務めた。

## 略歴
新潟県佐渡郡金丸村金丸の舟崎家の出で、相川の素封家松栄家に婿入りした。1889年の相川町の長者番付では、秋田藤十郎・幅野長蔵に次いで養父の松栄治作が3位にランクされている。
1915年早稲田大学商学部を卒業、1918年から町会議員を5期20年務める。この間郡会議員に2回当選。また1923年9月と1935年9月に県議に、高位当選している。相川町長は、1926年8月から1927年7月までと、佐渡鉱山の縮小騒ぎが起きた1928年6月から約1年余、推されて難しい時期の町政を担った。県会議員当時は民政党に属し、同党の県常任幹事・佐渡郡総務など歴任している。佐渡汽船の大株主でもあり、1942年10月から1955年8月まで同社社長、1956年8月から1974年1月まで会長を務めて、越佐航路の改善と発展に努めた。養家が代々味噌の醸造を営んでいたことから、五百石積みの廻船「松栄丸」を持っていて、東京・北海道へも販路を拡げた。
温厚で誠実な人柄から、戦前に選ばれて佐渡郡教育会長を3期務めている。また、1927年に『相川町誌』（岩木拡編）を刊行、戦後は「良寛の母の碑」「村田文三翁之像」などを有志とともに建て、文化的にも業績が多い。晩年は「町長在任中に、大先輩森知幾翁の顕彰碑を建て得なかったのが心残り」と述懐していた。このほか、相川町民への融資を図るべく相川信用組合（現新潟大栄信用組合）を設立し、理事長となった。

## 家族・親族
長男に松栄和夫（三菱鉱業株式会社へ勤務）がある。和夫の長女・和津は元相川保健所長・皮膚科医山本成之助の三男・新と結婚した。和夫の次女・洋子はマルダイ味噌社長井桁朔次の長男井桁義晴と結婚した。代議士を務めた舟崎由之は実弟に当たる。また由之の孫に児童文学作家の舟崎克彦がいる。